# Hell's Gate (Saba)
Hell's Gate è un centro abitato dell'isola di Saba, dipendenza dei Paesi Bassi. Secondo il censimento del 2001 la popolazione è di 238 abitanti.
Il centro abitato si trova nei pressi del Mount Scenery. Si divide in due località: Upper Hell's Gate e Lower Hell's Gate. L'Aeroporto di Saba-Juancho E. Yrausquin si trova a Hell's Gate. Vi è anche una piccola chiesa cattolica, la Chiesa del Santissimo Rosario.